# Bibliographie sur la sociologie de la communication
 (août 2024).
- Si vous ne connaissez pas le sujet, laissez ce bandeau (vous pouvez alors contacter les auteurs).
- Si vous supprimez le contenu mis en cause (vous pouvez préalablement contacter les auteurs),

argumentez précisément cette suppression dans la page de discussion
(un manque de référence n'est pas un argument ; une recherche réelle de référence doit avoir été effectuée, être formellement documentée).

## Ouvrages
- Francis Balle, Médias et société, Paris, Montchrestien, 1999
- Claire Belisle (dir.), Communication et nouvelles technologies, Villeurbanne, PPSH-CNR, coll. « Les chemins de la recherche », 1993, 394 p., p. 16
- Marie-Pierre Bes (éd.) et Jean-Luc Leboulch (éd.), L'information face au changement technique : une approche multidisciplinaire, Paris, L'Harmattan, coll. « dossiers sciences humaines et sociales », 1993, 223 p.
- Marie-Pierre Bes et Jean-Luc Leboulch, « Transportabilité de l'information technologique dans l'espace », Revue d'économie régionale et urbaine, no 5,‎ 1991, p. 673-682
- Thierry Breton, La dimension invisible : le défi du temps et de l'information, Paris, Odile Jacob, 1991, 287 p.
- (en) « Capitalism and the information age », Monthly Review, New York, vol. 48, no 3 « Numéro spécial »,‎ juillet-août 1996, p. 7-128
- Jean-Pierre Chamoux (éd.), Droit et informatique (France) : L'appropriation de l'information, Paris, Librairie techniques, 1986, 184 p.

- (en) Edward A. Comor (éd.), The global political economy of communication : hegemony, telecommunication and the information economy, Basingstoke, MacMillan, coll. « International political economy series », 1994, 193 p.
- « Information, économie et société : actes du congrès », Congrès national des sciences de l'information et de la communication, mars 1982, Grenoble, Presses Universitaires de Grenoble,‎ 1984, p. 505
- Jean-Claude Courbon, Systèmes d'information : structuration, modélisation et communication, Paris, InterÉditions, 1993, 288 p.
- (en) « Emerging media technology and the First Amendment », Yale Law Journal, vol. 104, no 7,‎ mai 1995, p. 1613-1850
- (en) G7 ministerial conferece on the global information society (25 and 26 February 1995 : Brussels) : round-table meeting of business leaders, Luxembourg, Office for Official Publications of the European Communities, 1995, 102 p.
- (en) « Have we reached the information age yet? : the political economy of information standards », International Journal of Political Economy, vol. 23, no 4 « Numéro spécial »,‎ hiver 1994, p. 3-135
- Renaud de La Baume et Jean-Jérôme Bertolus, Les nouveaux maîtres du monde, Paris, Belfond, 1995, 233 p.
- Jacques Lesourne, « Penser la société d'information », Réseaux, Issy-les-Moulineaux, no 81,‎ 1997, p. 121-134
- Éric Maigret, Sociologie de la communication et des médias, Paris, Armand Colin, 2008 (1re éd. 2003)
- Armand Mattelart, La communication-monde : histoire des idées et des stratégies, Paris, La Découverte, coll. « Textes à l'appui / histoire contemporaine », 1992, 356 p.
- Armand Mattelart, La mondialisation de la communication, Paris, PUF, coll. « Que sais-je ? » (no 3181), 1996
- (en) Gérard Raulet, « The new utopia : communication technologies », Telos, Saint Louis (É.-U.), no 87,‎ printemps 1991, p. 39-58
- Lucien Sfez (éd.), Gilles Coutlee (éd.) et Pierre Musso (éd.), Centre culturel international (Cerisy-La-Salle), colloque de juin 1988 : Technologies et symboliques de la communication, Grenoble, Presses Universitaires de Grenoble, 432 p.Contributions présentées au Colloque de Cerisy-La-Salle en juin 1988
- Lucien Sfez, Information, savoir et communication, Paris, Centre Galilée, coll. « Les cahiers du Centre Galilée », 1992, 52 p.
- « Territoires éclatés, le rôle des technologies de communication », Quaderni, no 30,‎ automne 1996, p. 65-125
- Union européenne, Commission européenne et Martin Bangeman (rapporteur), Rapport sur l'Europe et la société de l'information planétaire, Luxembourg, Office des publications officielles des Communautés européennes, 1994, 136 p.
- (en) Frank Webster, « What information society? », Information Society, no 1,‎ janvier-mars 1994, p. 1-23
- Dominique Wolton, Penser la communication, Paris, Flammarion, 1997, 401 p.